# Nassella viridula
Nassella viridula (лат.) — травянистое растение; вид рода Населла (Nassella) подсемейства Мятликовые (Pooideae) семейства Злаки (Gramineae). Произрастает в Северной Америке на западе Канады, а также в западной и центральной части США.

## Описание
Nassella viridula — травянистое растение, образующее пучки стеблей высотой около 1,2 м. Имеет мочковатую корневую ссеть, которая способна проникать в почву на глубину более 1,5 м. Листья в основном базальные длиной до 30 см и сужается к нитевидному кончику. Соцветие — колосок с остью, достигающей почти 4 см в длину, каждая из которых согнута дважды. Размножается семенами и путём кущения. Семена могут находиться в состоянии покоя в течение некоторого времени и могут потребовать стратификации для прорастания.

## Ареал и местообитание
N. viridula произрастает в Северной Америке, где она широко распространена в западной Канаде, а также в западной и центральной части США. Она завезена в некоторые части восточной части Северной Америки. Эта трава встречается во многих типах экосистем, включая повреждённые земли, где она выступает в качестве пионерного вида. Она также считается климаксным видом в некоторых регионах, таких как Северная Дакота. Это доминирующий вид и индикаторный вид в различных типах местообитаний. Переносит широкий диапазон температур и устойчив к засухе.

## Биология
Многие животные используют это растение в качестве пищи и укрытия. На нем гнездятся многие водоплавающие и другие птицы.

## Галерея

Nassella viridula
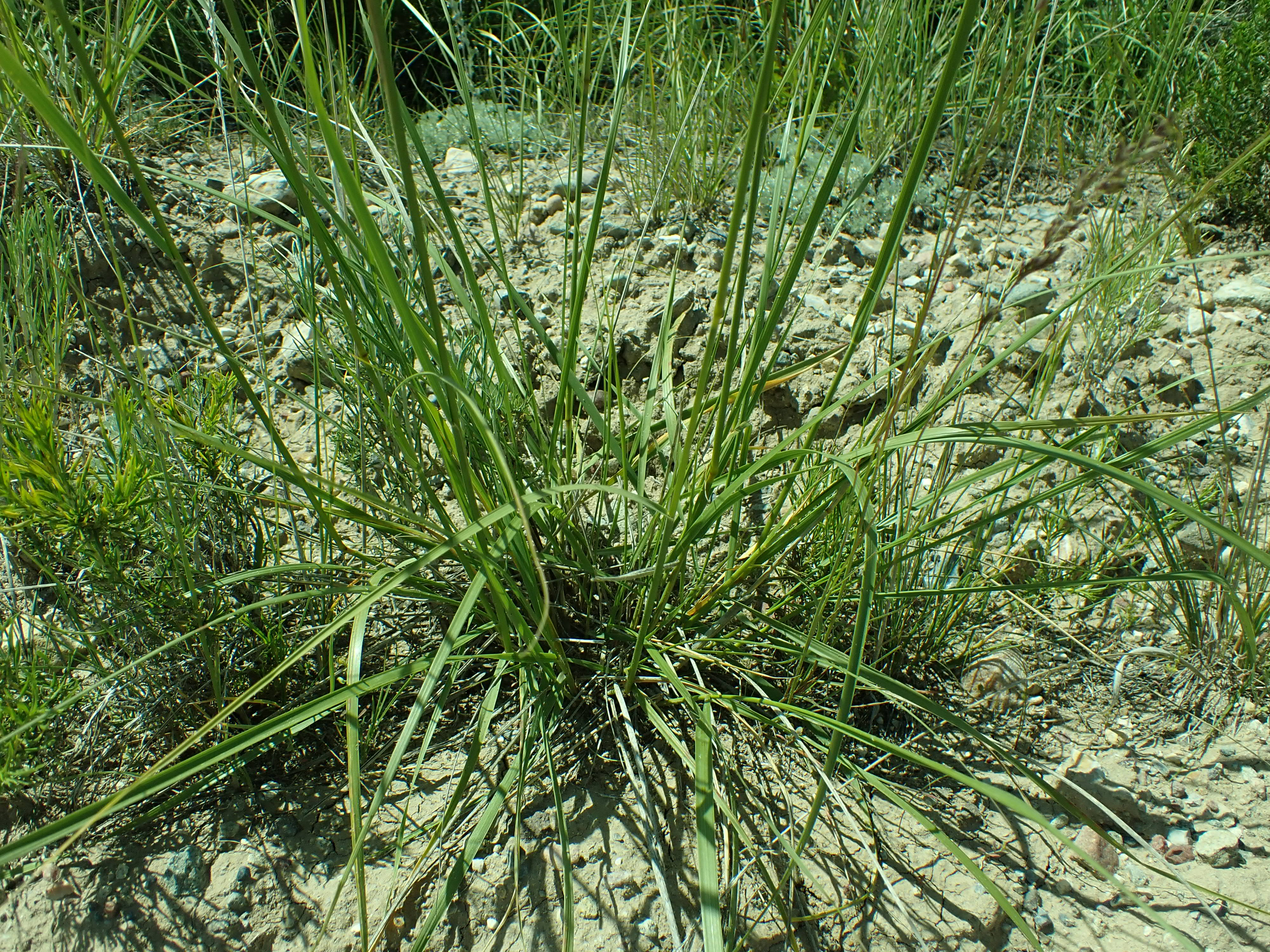
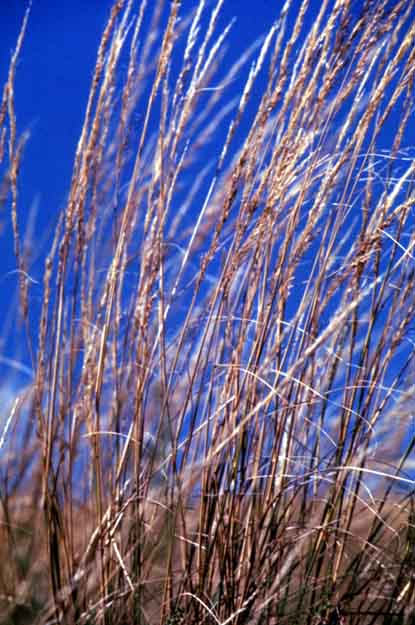
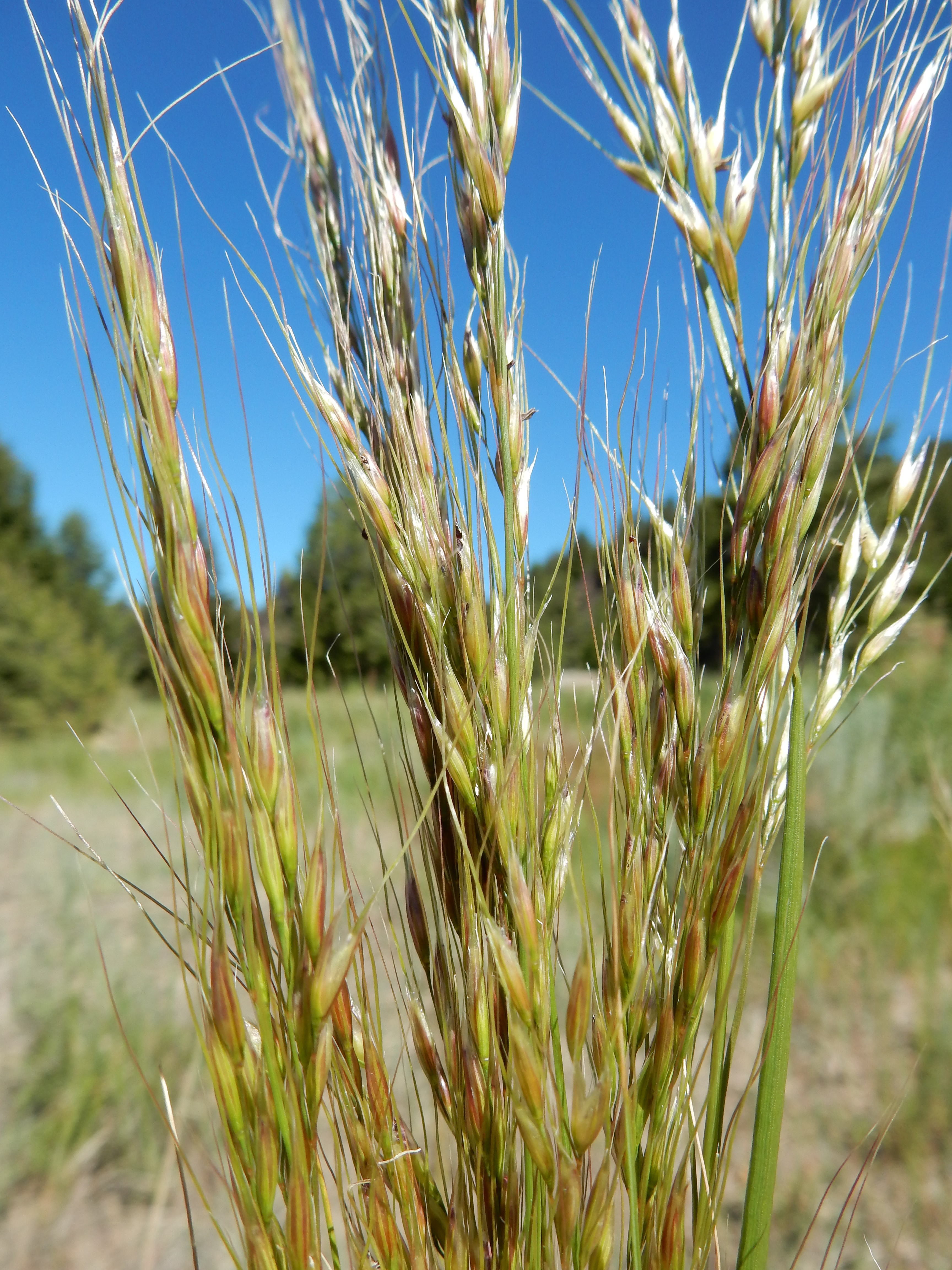
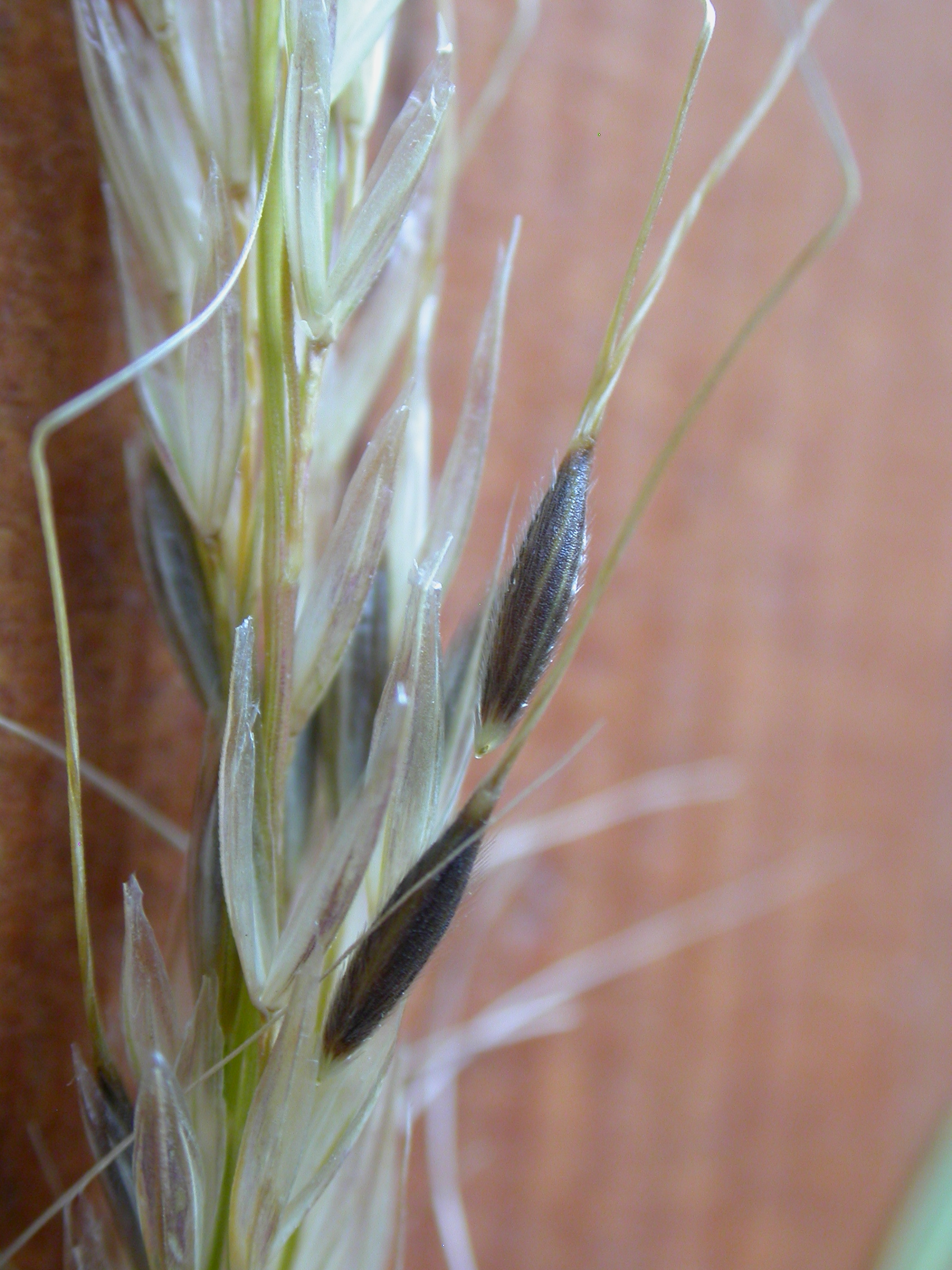
Колос и плоды
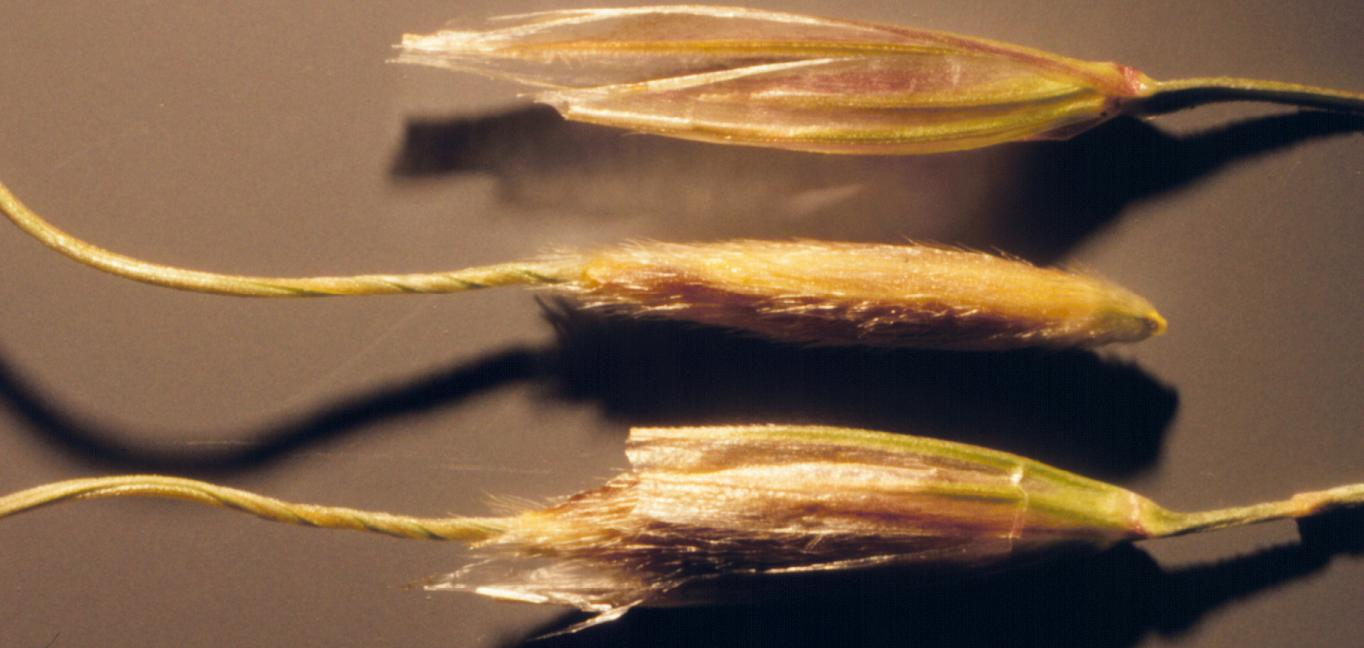
Плоды